# Mörttjärnen (Stensele socken, Lappland, 722496-152995)
Mörttjärnen är en sjö i Storumans kommun i Lappland och ingår i Umeälvens huvudavrinningsområde.